# 陈超 (诗歌评论家)
陈超（1958年—2014年10月31日），中国诗人、诗歌评论家，曾任河北师范大学教授，河北省作家协会副主席。1993年获中国作家协会第六届庄重文文学奖，2005年获中国作家协会第三届鲁迅文学奖。